# Život sa stricem
Život sa stricem é um filme de drama iugoslavo de 1988 dirigido e escrito por Krsto Papić. Foi selecionado como representante da Iugoslávia à edição do Oscar 1989, organizada pela Academia de Artes e Ciências Cinematográficas.

## Elenco
- Davor Janjić
- Alma Prica
- Miodrag Krivokapić
- Branislav Lečić
- Anica Dobra
- Ivo Gregurević
- Filip Šovagović
- Fabijan Šovagović